# François Tréchot
François Tréchot (Challuy, 9 de abril de 1865 - Bonneval, 9 de julio de 1940) fue un marino, comerciante y explorador francés.

## Biografía
Salió hacia África en 1889 para colaborar con las autoridades francesas en la preparación y operación de barcos para expediciones militares, especialmente las expediciones Liotard y Jean-Baptiste Marchand. 
Luego se instaló por su cuenta creando factorías, puestos comerciales locales para comerciar con las poblaciones indígenas.
Utilizando barcos de vapor exploró el río Congo y sus afluentes, mientras aprendía las lenguas y las costumbres locales. Fue el primer europeo que pudo penetrar en ciertas regiones de África Central.
Más tarde se le unieron sus hermanos Henri y Louis, y con ellos participó en la fundación, en 1897, y bajo el patrocinio de Savorgnan de Brazza, de una sociedad que más tarde se convertiría en la Compagnie Française du Haut Congo (abreviada, CFHC).
La CFHC obtuvo en marzo de 1899 la concesión de un territorio de aproximadamente 36 000 kilómetros cuadrados que incluía la cuenca de Likouala-Mossaka. Sobre este territorio, la sociedad tuvo el monopolio de la venta de productos acabados y la compra de materias primas hasta 1930, cuando acabó el régimen de concesiones.